# 海の女神 空の女神
『海の女神 空の女神』（うみのめがみ そらのめがみ）は、2002年10月11日にGAZELLEより発売された恋愛アドベンチャーゲーム。

## 作品概要
主人公達は民俗学同好会の合宿で、地方の孤島である「鹿野島」を訪れたが、その島は夏の日差しに煌く海や緑の息づく森、静かな田舎の暮らしなど、一見穏やかな島だが、実は島という閉鎖社会特有の前近代的で排他的な側面が存在することが徐々に判明して物語は暗黒的な展開をみせる。毎回違うエンディングでプレイ毎に視点が変わり、複数回のプレイで事件の全貌が判明する。

## 登場人物
神嶌　海（かみしま　うみ）
声：咲ゆたか
主人公が島で出会った女性。
風野　空（かざの　そら）
声：RURU
主人公の幼馴染。
名嘉　由季子（なか　ゆきこ）
声：夕城粧子
夫とともに都会から島に移り住んだ女性。
津多はるか（つだ　はるか）
声：花芽原れんげ
のぞかの双子の姉。
津多のぞか（つだ　のぞか）
声：みる
島に暮らす少女。
桐生院紗英（きりゅういん　さえ）
声：深井晴花
民俗同好会の顧問。

## スタッフ
- 原画：こうのゆきよ
- シナリオ：みきのゆう
- 音楽：山根理恵、T-CLAN